# Dawid Rościsławicz
Dawid Dawid Rościsławicz (ros. Давыд Ростиславич) (ur. 1140 w okolicach Smoleńska, zm. 23 kwietnia 1197 tamże) – książę smoleński (1180–1197). Syn Rościsława I, wnuk Mścisława I i brat Ruryka II, Mścisława i Romana I. Ojciec Mścisława, Mścisława nowogrodzkiego, Izjasława i dwóch córek nieznanych z imienia.